# Basler Sport Club Old Boys
Maillots
Le BSC Old Boys est un club de football de la ville de Bâle en Suisse fondé en 1894.

## Histoire

### Les débuts
En 1876, est créé dans un collège un club d'écoliers pour la pratique de la gymnastique. En 1893, le professeur de sport apprend aux élèves un nouveau sport, le football, en décembre de la même année a lieu la première confrontation avec le FC Bâle qui venait d'être créé. À la fin de l'année scolaire les écoliers ne pouvant plus participer au club du collège car étant trop agés, créèrent un club de football, du nom de FC Old Boys Bâle.

### Premiers succès
En 1899, 1904 et 1912 le club est vice-champion de Suisse. En début de 20e siècle, le club est renommé BSC Old Boys. 
En 1932, le club est relégué de la première division suisse, il joue ensuite dans les divisions inférieures. Ce n'est qu'en 1987 que le club revient en deuxième division. De 1988 à 1994, les Old Boys côtoyaient dans cette division leur rival local, le FC Bâle. Mais l'année où le FC Bâle retrouve la première division, les Old Boys font le parcours dans l'autre sens, puis retrouveront les divisions inférieures.

### Autres sections
À côté du football, le club possède une section athlétisme. En 1922, le club créé également une section natation, elle fusionnera plus tard avec d'autres clubs pour former le plus grand club de natation suisse, le Schwimmverein beider Basel.
En 1927, est créé une section tennis qui deviendra indépendante en 1935, sous le nom Tennis-Club Old Boys. C'est le club de formation de Roger Federer.

## Parcours
- 1898 - 1932 : Championnat de Suisse D1
- 1987 - 1994 : Championnat de Suisse D2

## Palmarès
- 1904 : vice-champion de Suisse
- 1912 : vice-champion de Suisse

## Anciens joueurs
- Breel Embolo
- Eren Derdiyok